# Lelex aus Troizen
Lelex aus Troizen (altgriechisch Λέλεξ Lélex) ist bei Ovid ein Held aus Troizen in der Argolis und ein Gefährte des Theseus. 
Er ist ein weiser, alter Mann, der schon unter Theseus’ Großvater Pittheus gedient hatte. Als Peirithoos, der König der Lapithen die Götter verhöhnt, erzählt Lelex die Sage von Philemon und Baucis.